# Сучасне п'ятиборство на літніх Олімпійських іграх 2024 — кваліфікація
У змаганнях з сучасного п'ятиборства на літніх Олімпійських іграх 2024 зможуть взяти участь 72 спортсмени (36 чоловіків і 36 жінок), які змагатимуться за 2 комплекти нагород. Кожна країна може бути представлена не більше ніж 4-ма спортсменами (2 чоловіки та 2 жінки).

## Правила кваліфікації
Країна-господарка, Франція, гарантовано буде представлена одним учасником серед чоловіків та жінок. Ще дві квоти будуть розподілені Міжнародним союзом сучасного п'ятиборства, після того як завершиться кваліфікаційний період.
Кваліфікаційний період розпочнеться з фіналу Кубка світу з сучасного п'ятиборства, де переможці змагань отримають ліцензії. Більшість квот буде розіграно на континентальних мультиспортивних змаганнях: Європейських іграх – вісім квот, Азійських іграх – п'ять квот, п'ять квот буде розіграно на Панамериканських іграх (дві для Північної, Центральної Америки та країн Карибського басейну, дві для Південної Америки, та одна для найкращого спортсмена не залежно від НОКу), по одній квоті розіграють на спільному чемпіонаті для Африки та Океанії. На одному континентальному змаганні кожен НОК може отримати одну лише ліцензію. На чемпіонатах світу 2023 та 2024 років буде розіграно по три для найкращих спортсменів змагань. У червні 2024 року, Міжнародний союз сучасного п'ятиборства розподілить сім ліцензій відповідно до світового рейтингу.

## Підсумки кваліфікації
| Країна                | Чоловіки | Жінки | Загалом |
| --------------------- | -------- | ----- | ------- |
| Велика Британія (GBR) | 1        | 1     | 2       |
| Єгипет (EGY)          | 1        | 0     | 1       |
| Іспанія (ESP)         | 0        | 1     | 1       |
| Італія (ITA)          | 1        | 2     | 3       |
| Німеччина (GER)       | 1        | 1     | 2       |
| Литва (LTU)           | 0        | 1     | 1       |
| Польща (POL)          | 1        | 0     | 1       |
| Україна (UKR)         | 1        | 0     | 1       |
| Угорщина (HUN)        | 1        | 1     | 2       |
| Чехія (CZE)           | 0        | 1     | 1       |
| Франція (FRA)         | 1        | 1     | 2       |
| Швейцарія (SUI)       | 1        | 0     | 1       |
| Загалом: 12 НОКів     | 36       | 36    | 72      |

## Чоловіки
| Змагання                         | Дата                      | Турнір   | Квоти | Спортсмени, що кваліфікувалия |
| -------------------------------- | ------------------------- | -------- | ----- | --- |
| Фінал Кубка світу 2023           | 31 травня – 4 червня 2023 | Анталія  | 1     | Моханад Шабан (EGY) |
| Європейські ігри 2023            | 25 червня – 1 липня 2023  | Краків   | 8     | Джорджіо Малан (ITA) Джозеф Чонг (GBR) Чаба Бехм (HUN) Валентин Паредес (FRA) Марвін Дож (GER) Лукаш Гутковський (POL) Олександр Товкай (UKR) Александр Далленбач (SUI) |
| Чемпіонат світу 2023             | 21–28 серпня 2023         | Бат      | 3     | |
| Чемпіонат Африки та Океанії 2023 | 6–11 вересня 2023         | Каїр     | 1     | |
| Чемпіонат Африки та Океанії 2023 | 6–11 вересня 2023         | Каїр     | 1     | |
| Азійські ігри 2022               | 20–24 вересня 2023        | Ханчжоу  | 5     | |
| Панамериканські ігри 2023        | 21–27 жовтня 2023         | Сантьяго | 2     | |
| Панамериканські ігри 2023        | 21–27 жовтня 2023         | Сантьяго | 2     | |
| Панамериканські ігри 2023        | 21–27 жовтня 2023         | Сантьяго | 1     | |
| Чемпіонат світу 2024             | червень 2024              | TBA      | 3     | |
| Світовий рейтинг UIPM 2024       | 17 червня 2024            | —        | 7     | |
| Універсальні місця               | —                         | —        | 2     | |
| Загалом                          |                           |          | 36    | |

## Жінки
| Змагання                         | Дата                      | Турнір   | Квоти | Спортсменки, що кваліфікувалия |
| -------------------------------- | ------------------------- | -------- | ----- | --- |
| Фінал Кубка світу 2023           | 31 травня – 4 червня 2023 | Анталія  | 1     | Елена Мічелі (ITA) |
| Європейські ігри 2023            | 25 червня – 1 липня 2023  | Краків   | 8     | Аліче Сотеро (ITA) Лаура Ередія (ESP) Олівія Грін (GBR) Лаура Асадаускайте (LTU) Марі Отейза (FRA) Мішель Гуляш (HUN) Анніка Шлей (GER) Лучі Главачкова (CZE) |
| Чемпіонат світу 2023             | 21–28 серпня 2023         | Бат      | 3     | |
| Чемпіонат Африки та Океанії 2023 | 6–11 вересня 2023         | Каїр     | 1     | |
| Чемпіонат Африки та Океанії 2023 | 6–11 вересня 2023         | Каїр     | 1     | |
| Азійські ігри 2022               | 20–24 вересня 2023        | Ханчжоу  | 5     | |
| Панамериканські ігри 2023        | 21–27 жовтня 2023         | Сантьяго | 2     | |
| Панамериканські ігри 2023        | 21–27 жовтня 2023         | Сантьяго | 2     | |
| Панамериканські ігри 2023        | 21–27 жовтня 2023         | Сантьяго | 1     | |
| Чемпіонат світу 2024             | червень 2024              | TBA      | 3     | |
| Світовий рейтинг UIPM 2024       | 17 червня 2024            | —        | 7     | |
| Універсальні місця               | —                         | —        | 2     | |
| Загалом                          |                           |          | 36    | |